# Drapeau du Marché commun du Sud
Le drapeau du Marché commun du Sud est un symbole officiel du Mercosur.

## Histoire

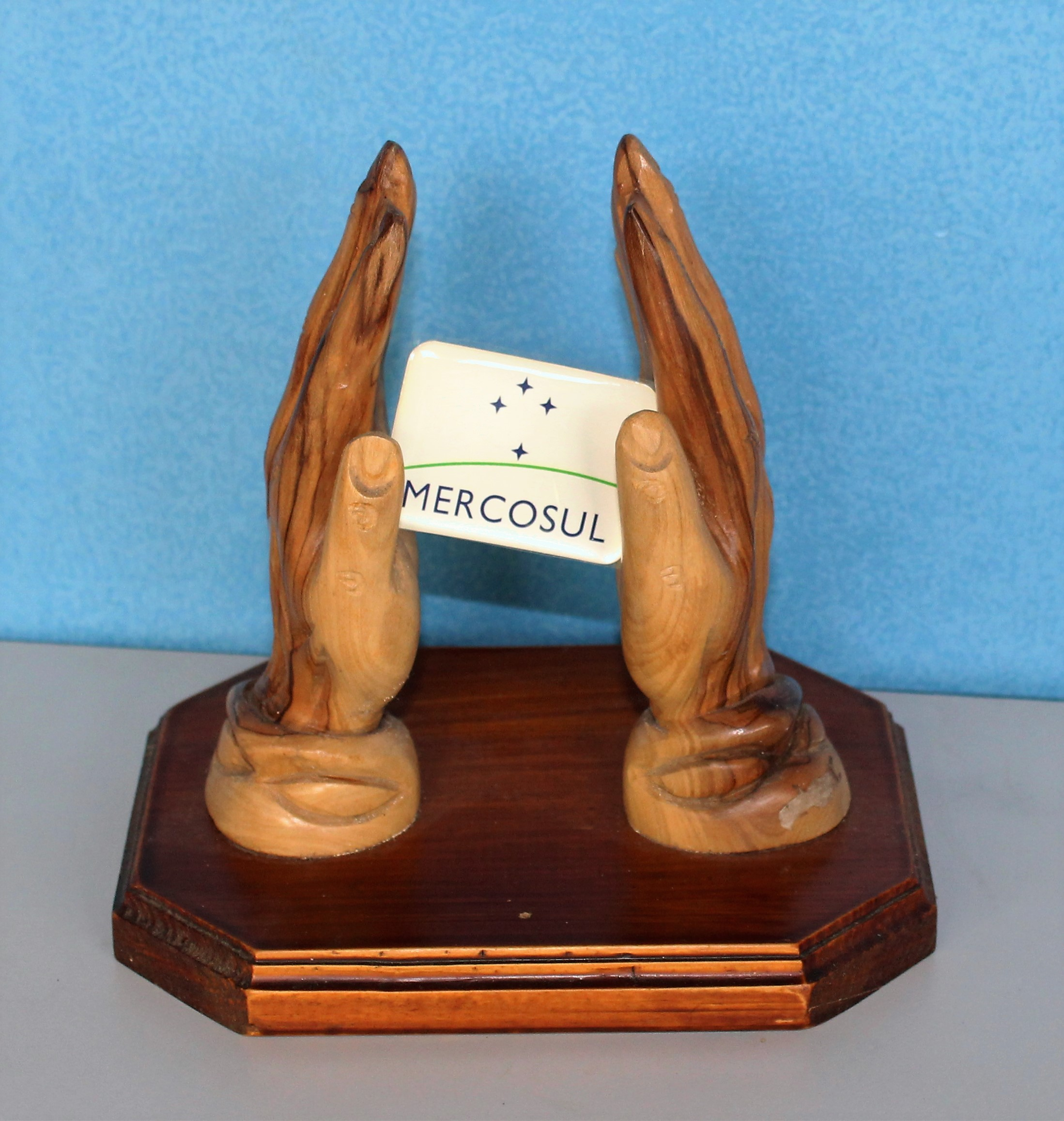
Version adhésive dans une main dans la menuiserie.

L'emblème a été choisi lors d'un concours organisé par les directions de la communication des présidences des États membres, dans le cadre duquel 1 412 œuvres ont été présentées, le gagnant étant un dessinateur argentin. La conception gagnante a été approuvée lors de la XIe réunion du Conseil du marché commun (CMC), tenue les 16 et 17 décembre 1996 à Fortaleza. Le 6 décembre 2002, par le biais de la décision no 17/02 « Symboles du MERCOSUR » du Conseil du marché commun, les règles d'utilisation des symboles ont été actualisées : le nom Mercado Comum do Sul, le drapeau en portugais (MERCOSUL) et en espagnol (MERCOSUR). Selon la même décision, les symboles sont destinés à leur usage propre, aux États membres et aux organismes concernés, et peuvent être utilisés sans autorisation préalable des ressortissants nationaux ou nationaux des États membres, dans le respect des objectifs du Mercosur.

## Élémentation vexillologique

Drapeau du Marché commun du Sud (version lusophone).

L'emblème contient quatre étoiles bleues à quatre pointes sur une ligne courbe verte représentant la constellation de la Croix du Sud émergeant de l'horizon. Le Cruzeiro do Sul a été choisi car il représente le principal élément d'orientation de l'hémisphère sud et, pour le Mercosur, il symbolise l'orientation optimiste de l'intégration régionale destinée à donner aux pays membres. Signification également exprimée dans la devise Notre nord est le sud.
Les quatre étoiles bleues représentent également les quatre pays fondateurs : l'Argentine, le Brésil, le Paraguay et l'Uruguay.

## Ballonnements dans les pays en bloc

### Brésil
Le 27 janvier 2004, le Congrès national du Brésil, par le décret législatif no 63, a approuvé la norme pour la création de symboles du Mercosur et le 14 juin 2005, le gouvernement brésilien a publié le décret no 5465, qui promulgue la décision no 5 du CMC 17/02 dans l'ordre juridique brésilien.